# 峡江水利枢纽
峡江水利枢纽位于中国江西省吉安市峡江县巴邱镇，座落在赣江中游巴邱镇上游约6公里处。是一座以防洪、发电、航运为主，兼顾灌溉、旅游等综合利用的大（1）型Ⅰ等水利枢纽工程。工程主要由拦河坝、泄水建筑物、发电引水系统、电站厂房、船闸、灌溉引水口等建筑物组成。坝顶全长874米，泄水闸最大闸高28.7米，最大坝高15.2米，正常蓄水位46米，总库容11.87亿立方米，防洪库容6亿立方米，电站装机容量36万千瓦，年发电量11.5亿千瓦时。
本工程施工总工期为6年，2009年9月初至2010年6月底为工程准备期，2010年7月初至2013年7月底为主体工程施工期，2013年8月初至2015年8月初为工程完建期。